# Geronimo Stilton
Geronimo Stilton ist eine 2000 begonnene italienische Kinderbuchserie und Trickfilmserie über eine gleichnamige Figur des Verlags Edizioni Piemme.
Die eigentlich spießige Maus Geronimo Stilton lebt in Mausilia auf der Mäuse-Insel und arbeitet als Verleger der Tageszeitung „Neue Nager-Nachrichten“. Er schreibt Geschichten über seine aufregenden Abenteuer, in denen er Kriminalfälle löst und Schätze sucht. Wenn er erregt ist, ruft Stilton „Gütiger Gouda!“. Unterstützt wird er von seinem Neffen Benjamin (dessen Computer Benpad heißt) und dessen Freundin Pandora, seiner Schwester Thea und seinem tollpatschigen verfressenen Cousin Farfalle, genannt FF.

## Premio Andersen
Persönlichkeit des Jahres 2001: Edizioni Piemme (Hrsg.) – Geronimo Stilton

## Bücherserien
Erschienen sind die Bücher auch im Omnibus Verlag der Verlagsgruppe Random House und im OZ Verlag GmbH, Reihenfelden, Rowohlt Verlag und Schwager & Steinlein Verlag GmbH.
Vom selben Autor gibt es eine weitere Serie im Rowohlt Verlag von Thea Stilton. Thea berichtet über die Abenteuer der Thea Sisters. Das Team setzt sich aus Nicky,  Colette, Violet, Paula und Pamela zusammen.

### Schwager & Steinlein Verlag GmbH
Geronimo-Stilton-Bücher
- Band  1: Karate Maus Geronimo
- Band  2: Es spukt im Hotel
- Band  3: Das Geheimnis des Smaragd-Auges
- Band  4: Geronimo vor, noch ein Tor!
- Band  5: Mein Name ist Stilton, Geronimo Stilton
- Band  6: Geronimo Hebt Ab
- Band  7: Gib Gas, Geronimo
- Band  8: Auf der Suche nach dem gesunkenen Schatz

### Rowohlt Verlag
Geronimo-Stilton-Bücher

Etliche in der Erstveröffentlichung als Taschenbuch erschienenen Bände gibt es auch als Gebundene Ausgabe.
Taschenbuch
- Band  1: Mein Name ist Stilton, Geronimo Stilton[2][Anm. 1]
- Band  2: Das Geheimnis des Smaragd-Auges
- Band  3: Pfoten weg, Du Käsegesicht!
- Band  4: Das Phantom in der U-Bahn
- Band  5: Das Rätsel der Olympischen Spiele
- Band  6: Schöne Ferien, Geronimo!
- Band  7: Schiffbruch vor der Pirateninsel
- Band  8: Chaos in der Käseschule
- Band  9: Hilfe, es ist Halloween
- Band 10: Frohe Weihnachten, Geronimo!
- Band 11: Karate Maus Geronimo
- Band 12: Camping in Mausikistan
- Band 13: Der Fluch der Käsops Pyramide
- Band 14: Der große TV-Coup
- Band 15: Gefahr am Maus Everest!
- Band 16: Der Mona-Mausa-Code
- Band 17: Rettet den weißen Wal!
- Band 18: Der verrückteste Marathon der Welt
- Band 19: Die Dschungelprüfung
- Band 20: Wirbel im Wilden Westen
- Band 21: Die namenlose Mumie
- Band 22: Was für ein Weihnachtsfest
- Band 23: Der unheimliche Käsedieb
- Band 24: Im Tal der Dinoknochen
- Band 25: Geheimagent 00K
- Band 26: Die Jagd nach dem Feuerrubin
- Band 27: Supermaus Geronimo!
- Band 28: Das Geheimnis der gläsernen Gondel
- Band 29: Geronimo vor, noch ein Tor!
- Band 30: Mach mal Urlaub Geronimo!
- Band 31: Das Rätsel der Riesenperle
- Band 32: Keine Angst vor Kängurus!
- Band 33: Wer hat die Kürbisse geklaut?
- Band 34: Mausige Weihnachten!

Gebundene Ausgabe
- Band 1: Das Geheimnis der Samurai[3]
- Band 2: Geronimo Supertalent
- Band 3: Auf der Suche nach dem gesunkenen Schatz
- Band 4: Tritt in die Pedale, Geronimo!
- Band 5: Es spukt im Hotel
- Band 6: Angriff der Piraten-Katzen
- Band 7: Der Super-Maus-Pokal
- Band 8: Ratlos in Rattonien
- Band 9: Zauberhafte Weihnacht
- Band 10: Gib Gas, Geronimo!
- Band 11: der Nachrichten-Dieb
- Band 12: Geronimo Hebt Ab!

#### Königreich-Fantasia-Bücher
- Band 1: Im Königreich Fantasia (1. November 2013)[4]
- Band 2: Rückkehr nach Fantasia (24. Oktober 2014)
- Band 3: Fantasia Ruft! (27. November 2015)

#### Thea-Stilton-Bücher
Die Thea Sisters Bücher
- Band 1: Der Drachen-Code[5]
- Band 2: Die Geheime Stadt
- Band 3: Der Modedieb
- Band 4: Der tanzende Schatten
- Band 5: Das Rätsel von New York
- Band 6: Die Jagd nach dem blauen Skarabaus
- Band 7: Der Schatz im Eis
- Band 8: Der indische Prinz
- Band 9: Der Anschlag auf die Schokoladenfabrik
- Band 10: Der große Tulpenraub
- Band 11: Das Rätsel von Schloss MacNamaus[Anm. 2]
- Band 12: Der Dieb im Orient-Express
- Band 13: Das Gespensterschiff
- Band 14: Gefahr für das Löwenkind
- Band 15: und die griechische Tragödie
- Band 16: und das Geheimnis der Feuerblumen

Das Königreich Atlantis Bücher
- Die Thea Sisters und das Königreich Atlantis[6]

### Omnibus Verlag
Geronimo-Stilton-Bücher
- Band 1: Mein Name ist Stilton, Geronimo Stilton[7]
- Band 2: Das geheimnisvolle Manuskript von Nostradamaus
- Band 3: Pfoten weg, du Käsegauner
- Band 4: Auf der Jagd nach der Geisterkatze
- Band 5: Die Expedition nach Mausikistan
- Band 6: Ein Rennen mit Hindernissen
- Band 7: Das Geheimnis des versunkenen Schatzes
- Band 8:Vier Mäuse, eine Hochzeit und ein geiziger Onkel

### OZ Verlag
Mini-Abenteuer von der Mäuse-Insel
- Band  1: Mein Name ist Stilton, Geronimo Stilton[8]
- Band  2: Das Geheimnis des Smaragdauges
- Band  3: Die Galeone der Katzenpiraten
- Band  4: Das Schloss des Grafen Ratola
- Band  5: Das Lächeln der Mona-Mausa
- Band  6: Viel Wirbel um Mauslinda
- Band  7: Ein Haarsträubendes Wochenende
- Band  8: Willkommen auf Burg Hohengeiz

## Musical
Das Buch Geronimo Stilton im Königreich Fantasia dient auch als Vorlage für ein gleichnamiges Musical.